# The God of High School
The God Of High School (hangul: 갓 오브 하이 스쿨; rr: Gat Obeu Hai Seukul) é um manhwa sul-coreano lançado como um webtoon escrito e ilustrado por Yongje Park. Foi serializado na plataforma webtoon da Naver Corporation, Naver Webtoon, de abril de 2011 a dezembro de 2022, com os capítulos individuais coletados e publicados pela Imageframe sob seu rótulo Root em quatro volumes em janeiro de 2023. The God of High School recebeu traduções oficiais para o inglês. pela Line Webtoon a partir de julho de 2014.
Ele recebeu um jogo para celular e um curta de animação original para web anexado à trilha sonora original do jogo citado. Uma adaptação de anime para televisão pelo MAPPA foi ao ar de julho a setembro de 2020.

## Sinopse

### Contexto
No GOH, a ação acontece e envolve os habitantes de três reinos diferentes:
O Reino Humano é habitado principalmente por humanos e idêntico ao nosso mundo conhecido. É o reino menos poderoso, seguido pelo Reino do Sábio e depois pelo Reino Celestial no mais alto. O Reino do Sábio ( coreano : 동승신주; 신선계; Hanja : 仙界, lit. " Mundo do imortal/sábio "), também conhecido como Reino do Demônio, Mundo Taoísta ou Outro Mundo. É povoado por várias criaturas míticas, espíritos e monstros (coletivamente conhecidos como demônios), como Dragões, Minotauros, Fênix. O Reino Celestial (coreano: 신계; Hanja: 神界, lit. " Mundo Divino ") é o último reino e o mais poderoso. O Reino Celestial é o lar de muitos deuses poderosos de várias mitologias e lendas como o Imperador de Jade, o Arcanjo Miguel e Hércules. No início dos tempos, humanos, demônios e deuses viviam juntos na Terra. Os deuses permitiram que os humanos fracos pegassem emprestado seus poderes, criando o sistema "Poder Emprestado" (ou "Charyeok" em coreano) para que pudessem se defender dos demônios que queriam governá-los. Pouco depois da derrota do demônio, os deuses dividiram os humanos, demônios e deuses entre os três Reinos. Desde então, os humanos são capazes de usar o poder emprestado livremente, mas não têm permissão para atacar deuses com ele.

## Personagens
Mori Jin (Coreano: 진모리, Jin Moli)
Daewi Han (Coreano: 한대위, Han Daewi)
Mira Yoo (Coreano: 유미라, Yu Mila)
Ilpyo Park (Coreano: 박일표, Park Ilpyo)

## Desenvolvimento
O autor Park Yong-Je formou-se em animação na Sunchon National University . Inspirado pelo gênero de ação e Dragon Ball, Park fez sua estréia com "Tough Guy" (쎈놈), publicado no Naver Webtoon de 2008 a 2009. Este manhwa, ambientado em lutadores do ensino médio da cidade natal de Park, Suncheon, foi bem recebido e o inspirou a buscar um "trabalho de ação 100% totalmente irreal", onde alunos do ensino médio de todo o mundo competiriam para se tornar o Deus do ensino médio.